# Cuitlahuaca
Cuitlahuaca, staro Nahua pleme koje je u astečko doba bilo naseljeno između jezera Chalco i Xochimilco, Meksiko. Na jugu su bili okruženi plemenima Xochimilca, Mixquica i Chalca, sjeverni su im susjedi bili Culhua ili Culhuaque, Mexica (Tenochca) i Acolhua. Nema sigurnih podataka kada je utemeljen njihov grad Cuitláhuac (sada Tláhuac).  Prema nekim dokumentima to je bilo 1222., no postoji sumnja da se to zbilo prije 1171. Njihov prvi vladar bio je Cohuatomatzin. U 15. stoljeću došli su pod vlast Asteka.

## Vladari
- Cohuatomatzin 1282. – 1288.
- Miahuatonaltzin 1290. – 1300.
- Axayaltzin 1300-1308.
- Atzatzamaltzin 1308-1324.
- Totepeuhtecutli 1324-1343.
- Epcoatzin 1343-1354.
- Quetzalmichin 1354-1365.
- Mamatzin 1369-1389
- Pichatzin 1369. – 1392.
- Tepolozmayotl 1393. – 1415.